# Самутсакхон
Самутсакхон (тайск. สมุทรสาคร) — город в Таиланде, столица одноимённой провинции.

## География
Город находится в 34 км к юго-западу от центра Бангкока на берегах реки Тхачин.

## Население
По состоянию на 2015 год население города составляет 63 252 человека. Плотность населения — 6123 чел/км². Численность женского населения (51,0 %) превышает численность мужского (49,0 %).